# Kelley-Seegmiller-Syndrom
Das Kelley-Seegmiller-Syndrom (KSS) ist eine sehr seltene angeborene Stoffwechselerkrankung mit Mangel an Hypoxanthin-Guanin-Phosphoribosyltransferase und klinisch einer Hyperurikämie mit Gicht und Nierensteinen. Es kann als milde Form des Lesch-Nyhan-Syndromes angesehen werden.
Synonyme sind: HPRT-Mangel, Grad I; HPRT-Mangel, partieller; Hyperurikämie, HPRT-abhängige; Hypoxanthin-Guanin-Phosphoribosyltransferase-1-Mangel, partieller; Hypoxanthin-Guanin-Phosphoribosyltransferase-Mangel, partieller
Die Bezeichnung bezieht sich auf die Hauptautoren der Erstbeschreibung aus dem Jahre 1967 durch die US-amerikanischen Humangenetiker William N. Kelley, Frederick M. Rosenbloom, J. Frank Henderson und J. Edwin Seegmiller.

## Verbreitung
Die Häufigkeit ist nicht bekannt, die Vererbung erfolgt X-chromosomal-rezessiv. Das männliche Geschlecht ist überwiegend betroffen.

## Ursache
Der Erkrankung liegen Mutationen im HPRT1-Gen auf dem X-Chromosom Genort q26.2-q26.3 zugrunde, welches für die Hypoxanthin-Guanin-Phosphoribosyltransferase kodiert.
Im Gegensatz zum Lesch-Nyhan-Syndrom, gleichfalls mit Mutationen in diesem Gen, ist die Aktivität des Enzymes noch teilweise (mindestens zu 8 %) erhalten.

## Klinische Erscheinungen
Klinische Kriterien sind:
- Krankheitsbeginn meist im Kleinkindesalter mit orangefarbenen Kristalle in der Windel
- Urolithiasis, Harnsäure-Nephropathie, Harnwegsinfektion und Obstruktion der ableitenden Harnwege
- nach der Pubertät Gicht mit akuter Arthritis oder Tophi
- unterschiedlich ausgeprägtes Aufmerksamkeitsdefizit
- keine neurologischen Auffälligkeiten

## Diagnose
Plasmaspiegel und Ausscheidung von Harnsäure, Hypoxanthin und Xanthin im Urin sind erhöht. Die Restaktivität der Hypoxanthin-Guanin-Phosphoribosyltransferase liegt zwischen 0,5 % und 10 %.

## Differentialdiagnose
Abzugrenzen sind:
- Glucose-6-phosphat-Dehydrogenase-Mangel
- Lesch-Nyhan-Syndrom
- Mangel an Phosphoribosylpyrophosphat-Synthetase